# Въртележка
Въртележка е увеселително съоръжение с кръгла платформа, върху която на различна височина са поставени отделни фигури. Тези фигури традиционно са дървени кончета, други животни или автомобили, на които може да се сяда и които при въртенето си около центъра на платформата се движат също надолу-нагоре и имитират галопиране. Тази атракция е съпроводена също така с музика и светлини. Може да се види на детски площадки, в циркове, в лунапаркове или паркове навсякъде по света. Предназначена е предимно за деца, но понякога служи за развлечение и на възрастни.
Друг вид въртележка е тази, при която седалките са закрепени за покрива с помощта на вериги или въжета и при въртенето поради центростремителната сила се получава ефект на „летене“. Този тип въртележки са потенциално по-опасни от другите.
Днешните въртележки се задвижват с електрически двигател.
Думата въртележка може да има и преносно значение в смисъл на кръговрат на събития, бързо сменящи се предмети или хора, например „въртележка на директори“ в едно предприятие.